# USA i olympiska vinterspelen 1994
USA deltog med 147 deltagare i olympiska vinterspelen 1994 på Lillehammer. Totalt vann de seks guldmedaljer, fem silvermedaljer och två bronsmedaljer.

## Medaljer

### Guld
- Alpin skidåkning
  - Störtlopp herrar: Tommy Moe
  - Super-G damer: Diann Roffe
- Hastighetsåkning på skridskor
  - 500 m damer: Bonnie Blair
  - 1 000 m damer: Bonnie Blair
  - 1 000 m herrar: Dan Jansen
- Short track
  - 500 m damer: Cathy Turner

### Silver
- Alpin skidåkning
  - Super-G herrar: Tommy Moe
  - Störtlopp damer: Picabo Street
- Freestyle
  - Puckelpist damer: Elizabeth McIntyre
- Konståkning
  - Singel damer: Nancy Kerrigan
- Short track
  - '5 000 m stafett herrar: Randall Bartz, Eric Flaim, John Coyle, Andrew Gabel

### Brons
- Short track
  - 500 m damer: Amy Peterson
  - 3 000 m stafett damer: Karen Cashman, Amy Peterson, Cathy Turner, Nikki Ziegelmeyer